# Dávid Lamm
Dávid Lamm (* 2. März 1978 in Budapest) ist ein ungarischer Jazz- und Fusionmusiker (Gitarre, auch Gesang, Komposition).

## Leben und Wirken
Lamm begann im Alter von zwölf Jahren mit dem Gitarrenspiel. Zunächst war er am Blues interessiert, um von dort aus den Jazz zu entdecken. Er erhielt ab 1993 Gitarrenunterricht bei Gyula Babos. Zwischen 1999 und 2004 studierte er an der Franz-Liszt-Musikakademie. Nach Abschluss seines Studiums arbeitete er für das ungarische Nationaltheater, schrieb Melodien für mehrere Film- und Tanzprojekte und spielte in verschiedenen Bands, etwa der Reggae-Gruppe Koala, der Blues-Band Spo-Dee-O-Dee, der Ethno-Groove-Gang HaGesher und dem Trip-Hop-Projekt Sadant (Seven). Seit 2005 war er Mitglied der Elemér Balázs Group, mit dem er international tourte und die Alben Early Music und Memories aufnahm.
2007 trat er im Septett von László Dés auf zahlreichen Festivals in Europa auf. Im selben Jahr wurde er mit dem Lakatos Ablakos Dezső Preis für junge Jazzkünstler ausgezeichnet. Seit 2009 gehörte er zur Combo von Zoltán Csanyi und Béla Lattmann (mit Kornél Horváth) und war an deren Album Walk on the Beach beteiligt. Er gründete ein Trio, um eigene Werke aufzuführen. 2010 erschien sein Debütalbum 1st the 1 (…then the other). 2019 folgte Invisible, ebenfalls mit eigenem groovebetonten Popjazz. Weiterhin arbeitete er in Nikoletta Szőkes Projekt Version B und zehn Jahre lang mit der Sängerin Agi Szalóki, mit der zunächst das Album Hallgató (2006) entstand, das als „Jazzalbum des Jahres“ mit dem ungarischen Fonogram-Preis ausgezeichnet wurde.